# Pionites
Genre
Pionites est un genre d'oiseaux de la famille des Psittacidae.

## Liste d'espèces
Selon la classification de référence du Congrès ornithologique international (version 2.8, 2011), ce genre comprend deux espèces :
- Pionites melanocephalus (Linnaeus, 1758) – Caïque maïpouri
- Pionites leucogaster (Kuhl, 1820) – Caïque à ventre blanc